# Сапега, Владислав Юзафат
Владислав Юзафат Сапега (пол. Władysław Jozafat Sapieha, 5 ноября 1652, Коссов — 13 марта 1733, Вишнице) — государственный и военный деятель Великого княжества Литовского, чашник великий литовский (1681—1684), кравчий великий литовский (1684—1689), воевода минский (1699—1709) и берестейский (1709—1733).

## Биография
Происходил из коденской линии знатного литовского магнатского рода Сапег герба «Лис». Второй сын кравчего великого литовского Кшиштофа Франциска Сапеги (1623—1665) и Елены Соломерецкой. Братья — староста трабский Станислав Казимир и староста червоноградский Анджей Франтишек Сапеги.
Учился в иезуитских коллегиумах Люблина и Бранево, затем в университетах Праги и Вены. Путешествовал по Германии, Франции и Испании. Находился при дворе императора Священной Римской империи Леопольда I Габсбурга.
В 1673 года Владислав Юзафат Сапега участвовал в разгроме турецкой армии в Хотинской битве. В 1674 году принимал участие в украинской кампании под командованием великого гетмана литовского Михаила Казимира Паца.
В 1681 году Владислав Юзафат Сапега получил должность чашника великого литовского. В 1683 году участвовал в походе литовских войск на Венгрию и Словакию. В 1684 году был назначен кравчим великим литовским. В 1689 году был избран послом на сейм. Избирался депутатом Трибунала Великого княжества Литовского. В 1691 году был избран вице-маршалком Коронного Трибунала.
В 1697 году на элекционном сейме поддерживал французского принца Франсуа Луи де Бурбона-Конти, но затем перешёл на сторону саксонского курфюрста Августа Сильного. В сентябре 1699 года получил должность воеводы минского. Во время гражданской войны в ВКЛ (1696—1702) Владислав Сапега, связанный с канцлером великим литовским Каролем Станиславом Радзивиллом, не поддержал Сапег из ружанской линии в их борьбе с литовской шляхтой.
Во время Северной войны (1700—1721) Владислав Юзафат Сапега выступал за союз с Россией. Вначале сохранял верность польскому королю Августу Сильному, но затем под давлением родственников в июле 1707 году перешёл на сторону его противника Станислава Лещинского, ставленника Швеции.
В октябре 1709 года польский король Август Сильный, вернувший себе власть в Речи Посполитой, назначил Владислава Юзафата Сапегу воеводой берестейским и назначил его ротмистром пятигорской хоругви. В 1713 году был избран маршалком Литовского Трибунала. В то же время участвовал в работе Коронного Трибунала. В 1720 году был избран послом на сейм. В 1729 году подготовил в Великом княжестве Литовском антиправительственную конфедерацию, которая поддерживала Станислава Лещинского.
13 марта 1733 года Владислав Юзафат Сапега скончался в Вишнице.

## Семья и дети
Был трижды женат. В 1683 году женился на Урсуле Данилович, дочери кравчего великого коронного Петра Даниловича (ум. 1645) и Криштины Вишневецкой (ум. 1654), от брака с которой имел дочь Яну.
В 1693 году развёлся с первой женой и вторично женися на Людвике Марии фон Гольц (ум. 1696), от брака с которой детей не имел.
В 1697 году в третий раз женился на княгине Криштине Сангушко (1679—1756), дочери старосты суражского князя Иеронима Сангушко (1651—1684) и Констанции Сапеги (1651—1691). Дети: Кароль Юзеф (ум. 1768), Казимир (ум. 1736), Ян, Михаил, Франтишек, Иосафат, Игнацы (ум. 1758), Анна и Констанция.